# John Bercow

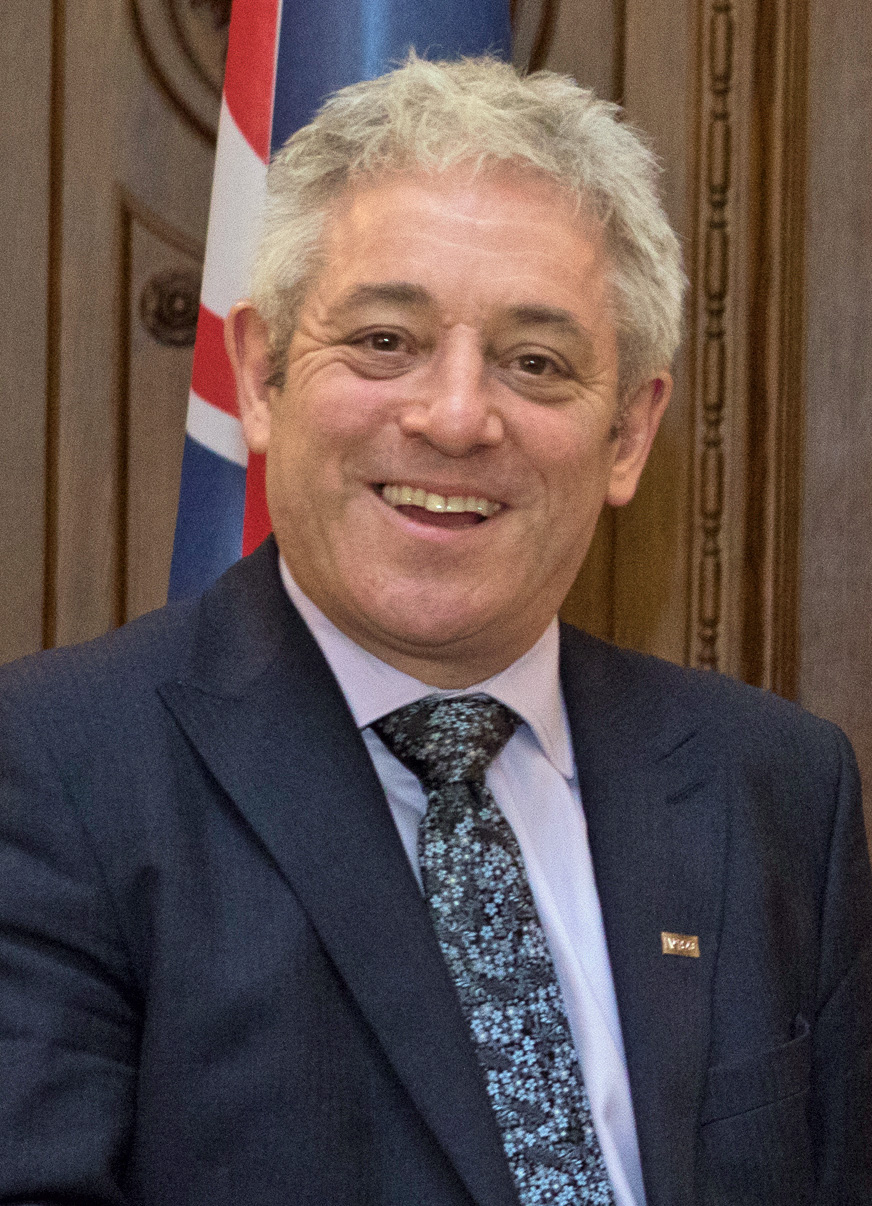
John Bercow (2018)

John Simon Bercow [ˈbɜːkəʊ] (* 19. Januar 1963 in Edgware, Middlesex, England) ist ein britischer Politiker. Als langjähriges Mitglied der  Konservativen Partei erlangte er besondere öffentliche Bekanntheit durch seine Tätigkeit als Sprecher des britischen Unterhauses, insbesondere während der turbulenten Brexit-Verhandlungen.
Seit 1997 war Bercow Mitglied des Unterhauses (MP) und von 2001 bis 2004 mit Unterbrechungen Mitglied des konservativen Schattenkabinetts. Er wurde am 22. Juni 2009 zum Sprecher des Unterhauses gewählt, am 18. Mai 2010 wiedergewählt und seitdem mehrfach, zuletzt im Jahr 2017, in diesem Amt bestätigt. Gemäß Konvention ruhte daher seit 2009 seine Mitgliedschaft in der Konservativen Partei. Nach seiner Rücktrittsankündigung im September 2019 und mit der Wahl seines Nachfolgers schied er am 4. November aus dem Amt und durch die Ernennung zum Crown Steward and Bailiff of the Manor of Northstead durch die Queen am selbigen Tag auch aus dem Unterhaus aus. Anschließend sprach er sich vehement gegen den Brexit aus. Am 19. Juni 2021 gab er seinen Wechsel zur Labour Party bekannt. Aus dieser wurde er aufgrund der gegen ihn vorgebrachten Mobbingvorwürfe 2022 wieder suspendiert.

## Leben

### Schule und Studium
John Bercow wuchs in Finchley in Nord-London auf, dem Wahlkreis von Margaret Thatcher. Er stammte aus kleinen Verhältnissen. Sein Vater war der Sohn von jüdischen Einwanderern aus dem Gebiet des heutigen Rumänien und als Taxifahrer tätig. Der Familienname lautete ursprünglich Berkowitz und wurde später zu Bercow anglisiert. Die Mutter stammte aus einer Methodistenfamilie aus Yorkshire und konvertierte nach der Heirat zum Judentum. In seiner Kindheit besuchte John die Reformsynagoge in Finchley, erhielt dort seine Bar Mitzwa, wurde aber ansonsten säkular erzogen und absolvierte die Manorhill School, eine Gesamtschule. Als vielversprechendes Tennis-Talent (Bercow ist lizenzierter Tennistrainer) spielte er offenbar mit dem Gedanken, Tennisprofi zu werden. Der damals von Bobby Wilson trainierte Bercow war der beste U-12-Spieler des Landes. Er erwies sich jedoch als zu klein, um als Erwachsener im Profi-Tennis spielen zu können. Nach eigener Darstellung Bercows wurde seine sportliche Laufbahn früh durch ein Asthma-Leiden beeinträchtigt.
Sein Studium der Politischen Wissenschaft an der Universität Essex schloss er mit Auszeichnung ab (First Class Honours Degree).

### Politische Anfänge
Im Wahlkampf von 1979 traf er Margaret Thatcher, die ihm vorschlug, der Jugendorganisation der Tories, den Young Conservatives beizutreten, was er auch tat. „Als Schüler an der Finchley-Manorhill-Gesamtschule in Mrs. Thatchers Wahlkreis hatte ich begonnen, starkes Interesse für die Politik zu entwickeln, und ich sah mit Entsetzen, wie Großbritannien unregierbar geworden zu sein schien. Im ‚Winter der Unzufriedenheit‘ (Winter of Discontent) wurden die Straßen nicht gekehrt, die Kranken wurden nicht versorgt, und die Toten wurden nicht beerdigt.“
Im Alter von 18 Jahren wurde er Sekretär des „Einwanderungs- und Rückführungsausschusses“ des rechts-konservativen Monday Club. „Powell überzeugte mich, dass es richtig war, eine Einwanderung in größerem Ausmaß zu fürchten. Dies war 1981, das Jahr der Unruhen in den Innenstädten …“ Nach 18 Monaten verließ er jedoch den Monday Club, weil es darin viele Rassisten gab, wie er später erklärte.
Als Student übernahm er den Vorsitz der „Konservativen Studentenvereinigung“ der Universität Essex, 1986 dann den Vorsitz der „Föderation Konservativer Studenten“ (FCS). Die FCS wurde durch den Parteivorstand unter Norman Tebbit aber aufgelöst, nachdem ihre radikalen Eskapaden die Führung der Konservativen Partei immer mehr in Verlegenheit gebracht hatten. Ihren letzten Vorsitzenden allerdings, John Bercow, ernannte Tebbit zum stellvertretenden Vorsitzenden der neuen Studentenvereinigung der Konservativen, Conservative Collegiate Forum, mit der speziellen Aufgabe, Studenten im Wahlkampf 1987 für die Konservative Partei zu mobilisieren.

### Berufliche Tätigkeit in der Wirtschaft
1987/88 arbeitete Bercow in der Londoner City als Credit Analyst bei der Hambros Bank, danach 1988 bis 1995 als Public Affairs Consultant und schließlich als einer der Direktoren bei Rowland Sallingbury Casey, damals eine Tochtergesellschaft von Saatchi & Saatchi, einer Werbeagentur, die oft für die Konservative Partei tätig war.
Im Londoner Stadtteil Lambeth gehörte er von 1986 bis 1990 dem Gemeinderat an; von 1987 bis 1989 als stellvertretender Fraktionsvorsitzender der Konservativen, damals der jüngste stellvertretende Fraktionsvorsitzende im Vereinigten Königreich.

### Politische Laufbahn
Zweimal versuchte Bercow vergeblich, Unterhausabgeordneter der Konservativen zu werden: 1987 im Wahlkreis Motherwell South und 1992 im Wahlkreis Bristol South. 1995 machte ihn Jonathan Aitken, damaliger Staatssekretär im Finanzministerium, zu seinem Berater, dann war er Berater von Virginia Bottomley, National Heritage Secretary (Ministerin für den staatlichen Kulturbesitz) in der Regierung John Major.
Im Jahr 1996 bewarb sich Bercow in zwei Wahlkreisen um eine Kandidatur für einen Unterhaussitz – in Surrey Heath und Buckingham. Da die Nominierungen am selben Tag stattfanden, mietete er einen Hubschrauber, um von Surrey Heath nach Buckingham zu fliegen – „die am besten angelegten 1000 Pfund in meinem Leben“. In Buckingham wurde er als Kandidat aufgestellt und 1997 ins Unterhaus gewählt.
In den Jahren 2001, 2005, 2010, 2015 und 2017 wurde er wiedergewählt.
Die Wahl von 1997 hatte der Labour Party einen Erdrutschsieg gebracht. In der geschrumpften und ziemlich demoralisierten Fraktion der Konservativen machte Bercow mit seinem Redetalent schnell auf sich aufmerksam – er hatte schon in den Jahren zuvor Schulungskurse für Redner geleitet.
Iain Duncan Smith wurde am 13. September 2001 Tory-Vorsitzender und berief Bercow in sein Schattenkabinett. Michael Howard, Parteivorsitzender vom 6. November 2003 bis zum 7. Oktober 2005, hatte Meinungsverschiedenheiten mit Bercow und Bercow schied aus dem Schattenkabinett aus.
Bercow trat als Oppositionssprecher in verschiedenen Bereichen in Erscheinung, z. B. in der Bildungspolitik, in der Wirtschaftspolitik, in der Innenpolitik und in der Entwicklungspolitik. Außerdem war er in parteiübergreifenden Arbeitsgruppen tätig (Menschenrechte, Verhinderung von Völkermord). Die Arbeitsgruppe zum Thema Gehirntumore kam auf seine Initiative hin zustande. Er war Mitglied in der Konferenz über die parlamentarische Repräsentation von Frauen, ethnischen Minderheiten und Behinderten.
Im Jahr 2005 wurde Bercow vom Fernsehsender Channel Four und von der Hansard Society als „Oppositionsabgeordneter des Jahres“ ausgezeichnet.
Die ersten Zweifel an einigen Aspekten konservativer Politik ließ Bercow 1999 erkennen. „Am Anfang war es nur ein einzelnes Thema. Ich stimmte dafür, dass es bei Homosexuellen ein anderes Schutzalter geben sollte als bei Heterosexuellen, aber ich war nicht sicher, ob ich recht hatte. Ich beschloss, erst einmal darüber nachzudenken und mit Homosexuellen, Kirchenführern und Eltern zu sprechen, um ihre Eindrücke zu erfahren. … Ich kam zu dem Ergebnis, dass es keinen Grund für diese Unterscheidung in der Gesetzgebung gab, und ich sagte im Unterhaus, dass ich meine Meinung geändert hatte. Dann begann ich, über andere Themen intensiv nachzudenken. …“
Manche Beobachter schreiben diese Entwicklung dem Einfluss von Bercows Ehefrau Sally zu. Tatsache ist, dass Bercow im September 2007 vom Labour-Premierminister Gordon Brown beauftragt wurde, die staatlichen Hilfen für Kinder und Jugendliche mit Sprach- und allgemeinen Kommunikationsproblemen zu untersuchen, ein Thema, das Bercow besonders am Herzen lag, weil es auch eines seiner eigenen Kinder betraf. Das Ergebnis war das sogenannte Bercow Review. Die Regierung kündigte an, sie werde die wichtigsten Empfehlungen annehmen und bis zu 12 Millionen Pfund in ihre Umsetzung investieren.

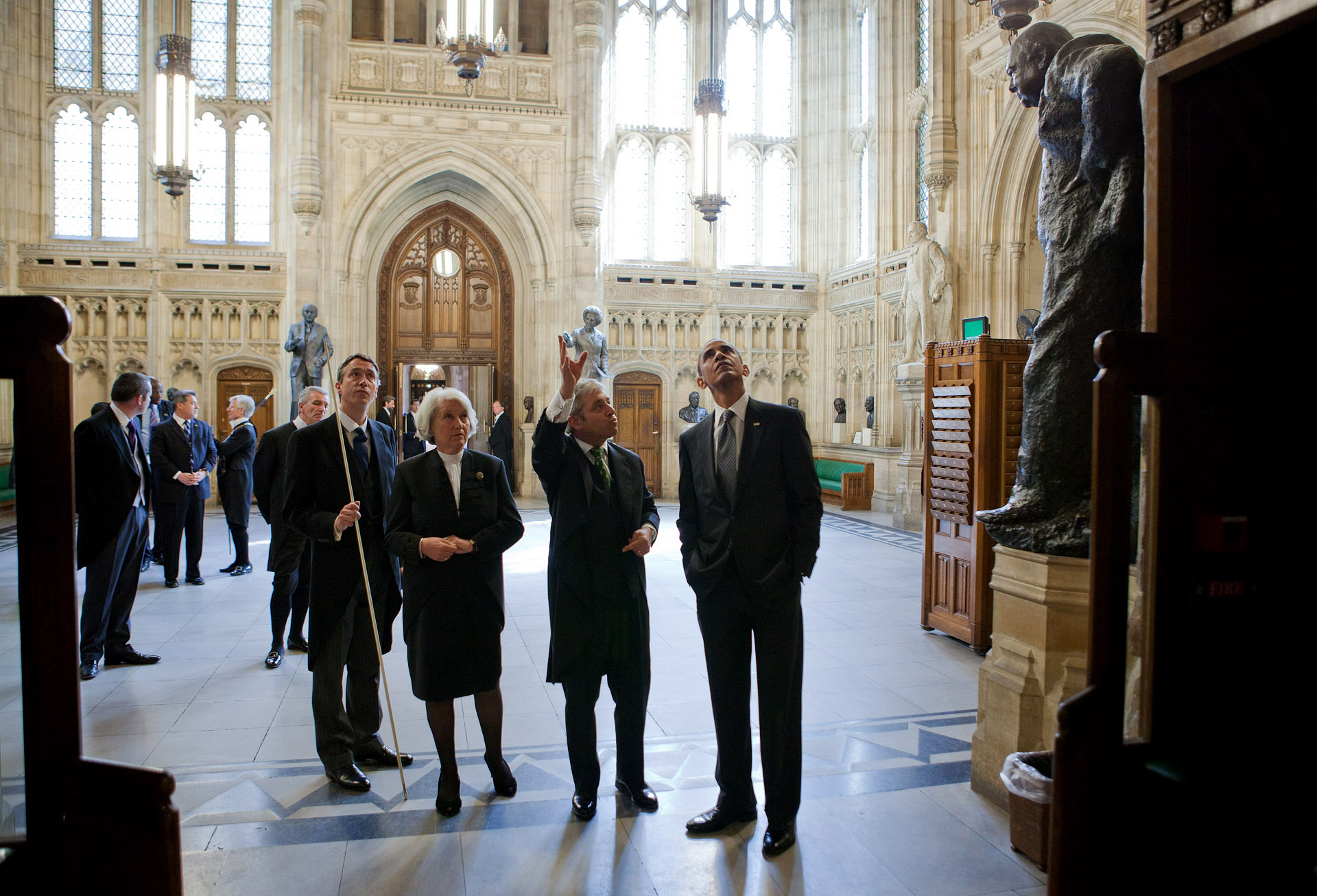
John Bercow bei einer Führung mit dem US-Präsidenten Barack Obama im britischen Parlament, links von ihm Baroness Hayman, Sprecherin des Oberhauses (Mai 2011)

Als Bercow 2009 hauptsächlich von Labour-Abgeordneten zum Speaker des Unterhauses gewählt wurde, erhielt er nur wenige Stimmen der Konservativen, von denen ihm die meisten seine in der Vergangenheit oft erkennbare Nähe zu Labour verübelten. 2010 wurde er im Amt bestätigt, obwohl nach der Unterhauswahl 2010 nun die Konservativen und Liberaldemokraten die Mehrheit hatten.
Speaker John Bercow, der bei seiner Amtsausübung auf die traditionelle Kleidung des Speakers verzichtete, sah eine seiner Hauptaufgaben darin, gewisse Reformen im Unterhaus durchzuführen. Sie betrafen etwa die Bezüge und Zulagen der Abgeordneten, die Rechenschaftspflicht der Regierung gegenüber dem Parlament und die Diskussion aktueller Probleme im Unterhaus. Er war bekannt für seine charakteristischen Ordnungsrufe sowie für seinen teils humorvollen und (für einen Sprecher bisweilen ungewöhnlich) direkten Tadel von Abgeordneten bei Missverhalten.
Am 26. März 2015, dem letzten Sitzungstag des House of Commons vor der Parlamentswahl, versuchte die Regierung mittels einer Änderung der Geschäftsordnung die Regeln zur Wiederwahl des amtierenden Speakers zu ändern, sodass dieser ab sofort nicht mehr in öffentlicher, sondern in geheimer Abstimmung gewählt würde. Dies sollte verhindern, dass Abgeordnete, die gegen den Speaker stimmen, negative Konsequenzen fürchten müssen. Kritiker dieses Vorhabens, die auch aus den Regierungsparteien stammten, sahen darin allerdings einen Angriff auf Bercow, dem einige Konservative vorwarfen, ihre Partei zu benachteiligen, und einen Versuch, seine Abwahl vorzubereiten. Nach einer emotionalen Debatte wurde der Antrag mit 228 gegen 202 Stimmen zurückgewiesen. Am 18. Mai 2015 wurde Bercow ohne Gegenstimmen im Amt des Speakers bestätigt.
Beim Referendum über die EU-Mitgliedschaft stimmte er für den Verbleib des Vereinigten Königreiches in der Europäischen Union. Konservative Abgeordnete warfen ihm daraufhin auch später wiederholt vor, die Befürworter eines Verbleibs in strittigen Fragen der parlamentarischen Geschäftsordnung zu bevorzugen. Bercow wies diese Vorwürfe stets zurück und versicherte, lediglich die Rechte des Parlaments zu verteidigen.
Im Februar 2017 sprach Bercow sich dagegen aus, den US-Präsidenten Donald Trump bei dessen Antrittsbesuch im Vereinigten Königreich zu einer Rede vor dem Unterhaus einzuladen. Nach der Unterhauswahl 2017 wurde Bercow als Speaker bestätigt.
Eine dritte Abstimmung über das ausgehandelte und bereits abgelehnte Brexit-Abkommen schloss Bercow am 16. März 2019 aus. Bezugnehmend auf Anfragen zu einer parlamentarischen Regel im Regelbuch des Unterhauses (Parliamentary Practice des britischen Verfassungstheoretikers Thomas Erskine May), zurückverfolgbar zum 2. April 1604, wies er darauf hin, dass dieselbe Vorlage ohne inhaltliche Veränderung nicht noch einmal zur Abstimmung gestellt werden könne. Brexit-Befürworter kritisierten dies lautstark.
Am 9. September 2019 kündigte Bercow seinen Rücktritt als Speaker zum 31. Oktober 2019 oder zum Ende der Legislaturperiode an, falls es vor dem 31. Oktober 2019 Neuwahlen und damit ein neu konstituiertes Parlament geben sollte. Für seinen Schritt gab er private Gründe an. Er wolle sich in Zukunft mehr seiner Familie widmen. Ein Antrag des Premierministers auf Abhaltung von Neuwahlen scheiterte noch am selben Abend im Unterhaus.
In einem Interview mit der BBC am 6. Juni 2020 bedauerte Bercow, dass die Regierung ihn (anders als seine Amtsvorgänger) nicht nach dem Amtsende als Parlamentssprecher zu einem Peer mit Sitz im Oberhaus gemacht hatte. Er führte dies darauf zurück, dass er sich während seiner zehnjährigen Amtszeit als Speaker „viele Feinde gemacht“ habe.
Am 19. Juni 2021 gab er seinen Wechsel zur Labour Party bekannt. Zur Begründung erklärte er, dass die Tories „reaktionär, populistisch, nationalistisch und manchmal sogar fremdenfeindlich“ geworden seien. Johnsons Regierung müsse abgelöst werden. Die Labour Party sei die einzige politische Kraft, die dies bewerkstelligen könne.

## Sonstiges
Unter anderem im Januar 2019 verbreitete sich ein Video der für Bercow charakteristischen oft sehr lauten und langgezogenen Ordnungsrufe („Order!“) einer durch ihn geleiteten Parlamentssitzung viral im Internet und erhielt weltweite Medienaufmerksamkeit, die ihm einen Kultstatus einbrachte.
Bercow nahm im Jahr 2024 an der zweiten Staffel der Realityshow The Traitors, der US-amerikanischen Version von Die Verräter – Vertraue Niemandem!, teil.

## Privatleben
Sally Illman und John Bercow lernten einander 1989 auf einer Konferenz konservativer Studenten in Nottingham kennen, wo Bercow als Gastredner auftrat. Illman unterstützte als Studentin die Konservative Partei und war nach 1989 noch zweimal Delegierte auf ihrem Parteitag. Danach näherte sie sich immer mehr Tony Blairs New Labour an, und 1997 trat sie der Labour Party bei. Im Dezember 2002 heirateten Bercow und Illman; das Paar hat drei Kinder.
Bercow ist seit 1971 Anhänger des Londoner Fußballvereins FC Arsenal. Er besitzt eine Saison-Eintrittskarte und besucht Heimspiele der Fußballmannschaft regelmäßig gemeinsam mit seinem Sohn. Im Jahr 2014 veröffentlichte er ein Buch über die Biographien der zwanzig bedeutendsten männlichen Tennisspieler aller Zeiten.
John Bercow ist seit 2009 ein Mitglied des Geheimen Kronrats (Privy Council).
Er war Kanzler der University of Bedfordshire und der University of Essex. Bercow ist Ehrenprofessor der University of Manchester und Professor der Politik an Royal Holloway, University of London. Er erhielt einige Ehrendoktorwürden.

## Kritik

### Mobbing am Arbeitsplatz
Im Mai 2018 beschuldigte sein ehemaliger Privatsekretär Angus Sinclair Bercow des wiederholten Mobbings am Arbeitsplatz. Bercow wies diese Anschuldigungen zurück. Im Oktober 2018 gab Bercow bekannt, dass eine unparteiische Einrichtung die Aufarbeitung des Falles übernehmen wird. Ein Report von Dame Laura Cox stellte fest, dass seit Jahren Mobbing am Arbeitsplatz von John Bercow vorgekommen ist, aber verschleiert wurde. Bercow wies diese Anschuldigungen erneut zurück. Im Januar 2020 reichte Lord Lisvane eine Beschwerde beim Parliamentary Commissioner for Standards ein. Im selben Monat kam eine erneute Anschuldigung des Mobbings vom ehemaligen Black Rod Generalleutnant David Leakey. Im März 2022 befand ein unabhängiges Expertengremium, dass 21 der 35 Beschwerden, die dem Parliamentary Commissioner for Standards bekannt wurden, als wahrheitsgemäß. Bercow wurde daraufhin verboten, das Parlamentsgelände zu betreten, da er nicht mehr Teil des Unterhauses war und dementsprechend nicht vom Unterhaus suspendiert werden konnte. Bercow lehnte dies ab und nannte das Gremium ein „Schaugericht“. Danach wurde er aus der Labour Party ausgeschlossen.

### Brexit-Debatte
Bercow wurde oftmals für den Widerstand gegen den von der Johnson-Regierung angestrebten Brexit kritisiert, der die Unparteilichkeit des Speakers verletzt habe.

## Werke
- Unspeakable. The autobiography. Weidenfeld & Nicolson, London 2020, ISBN 978-1-4746-1662-1.